# Remigiuskerk (Hengelo)
De Remigiuskerk is de protestantse dorpskerk van de Gelderse plaats Hengelo. De kerk wordt voor het eerst genoemd in 1152. Het huidige gebouw is een gotische pseudobasiliek met een grote toren. Het oudste deel van de kerk is het koor uit ca. 1400. Het schip en de toren dateren uit de tweede helft van de 15e eeuw.
In de kerk bevinden zich muurschilderingen van de twaalf apostelen, de drie koningen en de heiligen Agatha en Margaretha uit de eerste helft van de 15e eeuw. De kansel en de kaarsenkronen dateren uit de 17e eeuw. In de 65 meter hoge toren hangen twee klokken uit 1406 en 1612. Het orgel uit 1894 van de Kamper orgelbouwer J. Proper is net als de kerk zelf een rijksmonument.

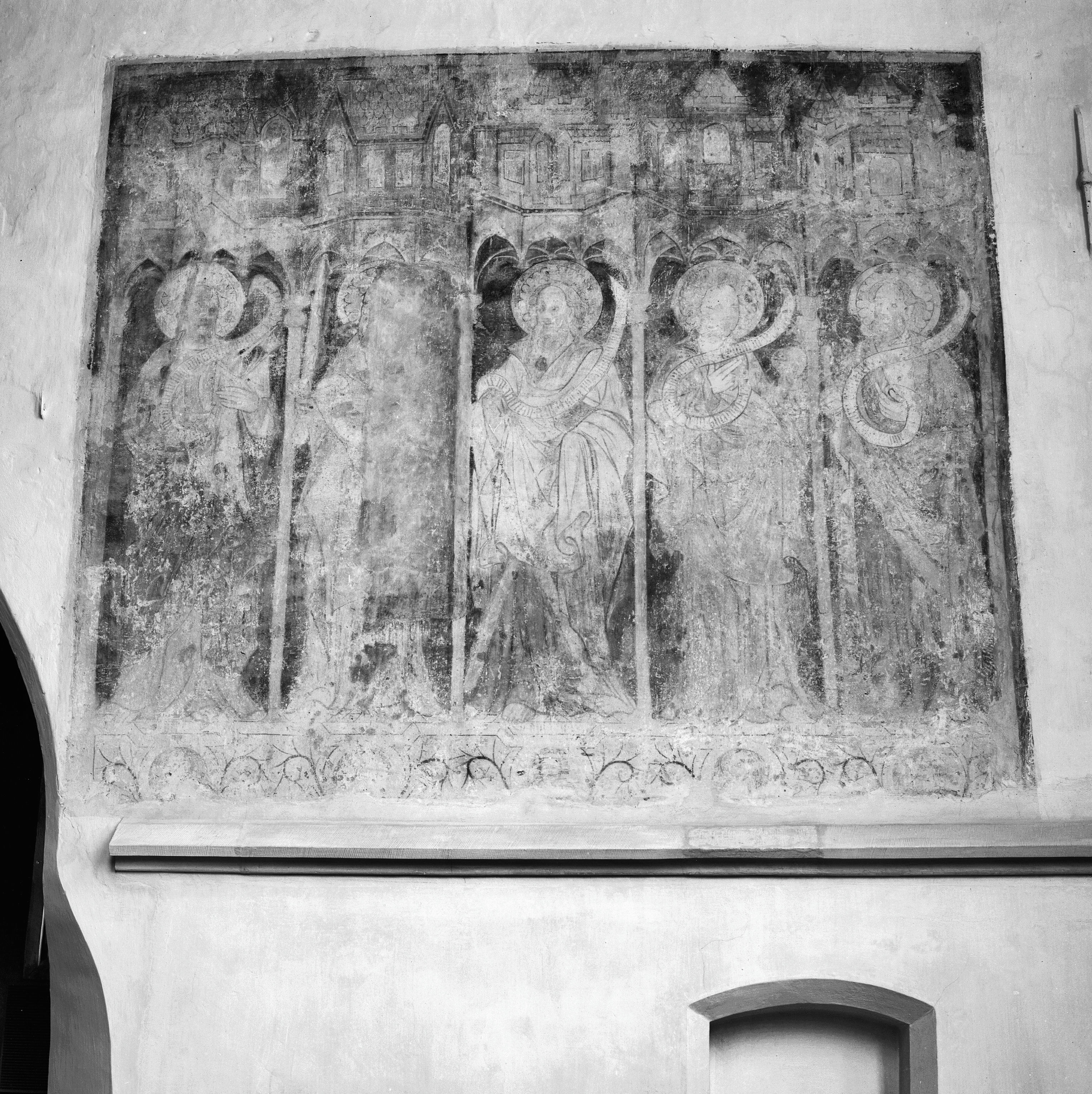
Wandschildering 5 apostelen (noordwand van het koor)